# Центрально-Луганская агломерация

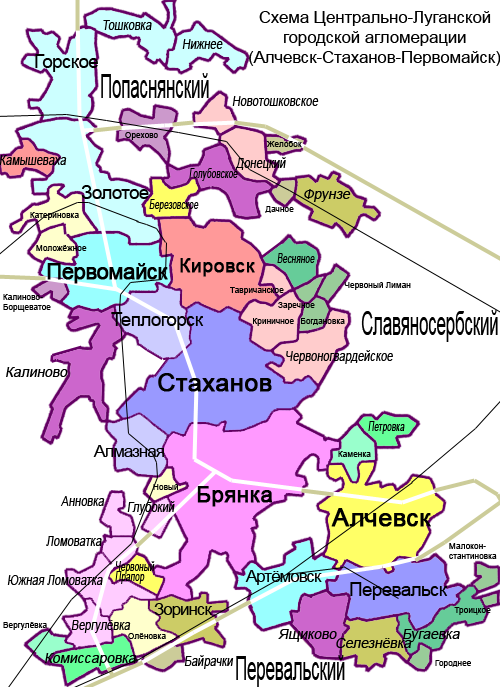
Схема Центрально-Луганской агломерации

Центра́льно-Луга́нская агломера́ция (укр. Центрально-Луганська агломерація), также Алчевско-Кадиевская агломерация (укр. Алчевсько-Кадіївська агломерація) — городская агломерация в Луганской области Украины. 
Население агломерации — 440 000 чел. (2014 год), 513 000 чел. (2001 год).
Территория агломерации находится под российской оккупацией.

## Состав
- города (442 500 чел.):
  - Алчевск
  - Брянка
  - Стаханов/Кадиевка
  - Кировск/Голубовка
  - Первомайск
  - Горское
  - Ирмино
  - Перевальск
  - Артёмовск/Кипучее
  - Зоринск
- посёлки Стахановского, Первомайского, Брянского, а также (63 200 чел.):
  - Бугаёвка
  - Ящиково
  - Ящиково
  - Городище
  - Михайловка
  - Комиссаровка
  - Селезнёвка
  - Калиново
  - Камышеваха
  - Фрунзе/Сентяновка
  - Червоногвардейское/Криничанское
  - Лозовской
  - Лозовский
- сёла (7 300 чел.)

Экономическая специализация: угольная, коксохимическая, химическая промышленность, чёрная металлургия, тяжёлое машиностроение.